# Опховица
Опховица — река в России, протекает по Тверской области. Устье реки находится в 12 км по правому берегу реки Кеза. Длина реки составляет 12 км.
В 5,9 км от устья слева в Опховицу впадает Костовка.
На реке стоит деревня Новое Пхово Труженицкого сельского поселения.

## Данные водного реестра
По данным государственного водного реестра России относится к Верхневолжскому бассейновому округу, водохозяйственный участок реки — Молога от истока и до устья, речной подбассейн реки — Реки бассейна Рыбинского водохранилища. Речной бассейн реки — (Верхняя) Волга до Куйбышевского водохранилища (без бассейна Оки).
Код объекта в государственном водном реестре — 08010200112110000006009.